# Dolina za Bramką
Dolina za Bramką – dolina reglowa w Tatrach Zachodnich znajdująca się pomiędzy Doliną Strążyską a Doliną Małej Łąki.

## Topografia
Jest środkową, największą z trzech dolin wciętych w północne stoki Łysanek (pozostałe to Suchy Żleb i Mały Żlebek). Jej wschodnie obramowanie tworzy północno-wschodni grzbiet Łysanek i odgałęziający się od niego Samkowy Grzbiet oddzielający ją od Suchego Żlebu. Od zachodu stoki doliny tworzy północno-zachodni grzbiet Łysanek oraz jego odnoga – grzbiet Pośredniego Wierszyka oddzielający ją od Małego Żlebka. W górnej części dolina nieco zakręca i rozwidla się na dwa ramiona, którymi są Dolinka spod Jatek i Dolinka spod Łysanek. Uchodzi na wysokości ok. 920 m n.p.m. do Rowu Zakopiańskiego, powyżej należącego do Zakopanego osiedla Stare Krzeptówki.

## Opis doliny
Ma powierzchnię ok. 100 ha i niecałych 2 km długości. Jej zbocza zbudowane są z wapieni i dolomitów. Porasta je las mieszany z dużym udziałem sosny (prawdopodobnie sadzonej). W dolnej części grzbietu Pośredniego Wierszyka (po zachodniej stronie) znajdują się Jasiowe Turnie – skałki o różnych, fantazyjnych kształtach. Dnem doliny płynie Potok zza Bramki, tworząc na wzniesieniach małe kaskady. W dolinie odkryto trzy jaskinie: Schronisko w Dolinie za Bramką oraz Jasiowy Schron i Dziurę w Jatkach.
„Bramka” (zwężenie doliny między dwoma skalnymi formacjami), od której dolina nosi nazwę, została w 1875 roku zburzona na polecenie Towarzystwa Tatrzańskiego w celu poszerzenia drogi. Obecnie tylko wewnątrz doliny można obserwować podobne skalne „bramki”. W rejonie ostatniej z nich stała w dolinie w latach 1890–1916 altana dla turystów, zbudowana staraniem Towarzystwa Tatrzańskiego. Przed wojną istniał znakowany szlak turystyczny (tzw. Perć ponad Skałki) prowadzący z Doliny za Bramką grzbietem rozdzielającym Dolinki spod Jatek i spod Łysanek na Łysanki i do Doliny Strążyskiej. Obecnie dolina znajduje się w obszarze ochrony ścisłej Regle Zakopiańskie TPN-u i możliwe jest jedynie przejście znakowanym szlakiem dolnej części doliny.
Z rzadkich w Polsce roślin występują w dolinie m.in. storzan bezlistny (ostatnio nie potwierdzono jego występowania, na opisanym stanowisku wyginął) i jarząb nieszpułkowy.
Naprzeciwko wylotu doliny, na wzgórzu o wysokości 912 m n.p.m. znajduje się zabytkowa Chałupa Sabały, w której mieszkał słynny Sabała.

## Szlaki turystyczne
– odchodzący od Drogi pod Reglami zielony szlak, kończący się ślepo w miejscu rozwidlenia doliny. Czas przejścia: 25 min, ↓ 20 min.

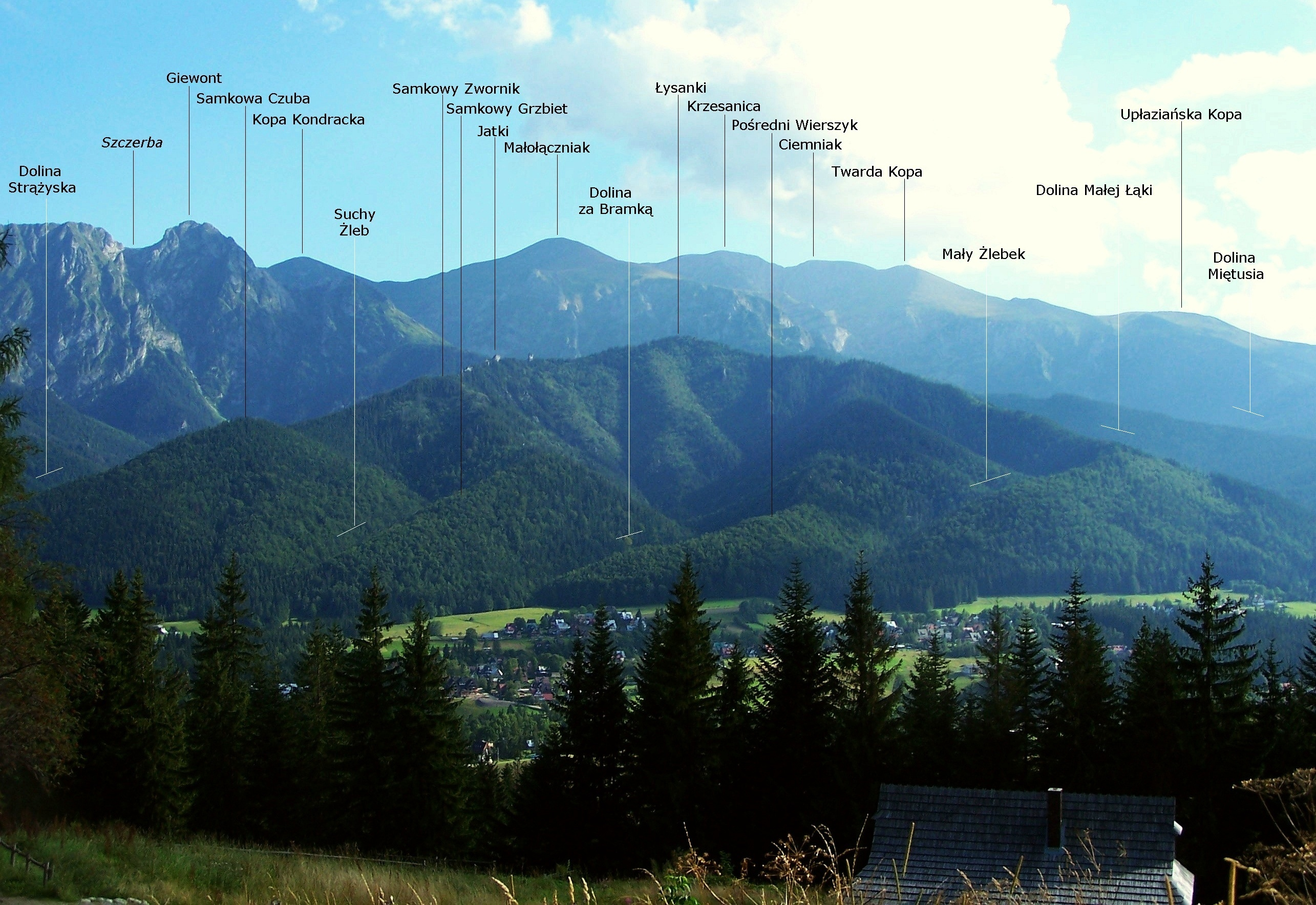
Widok na dolinę z Pogórza Gubałowskiego
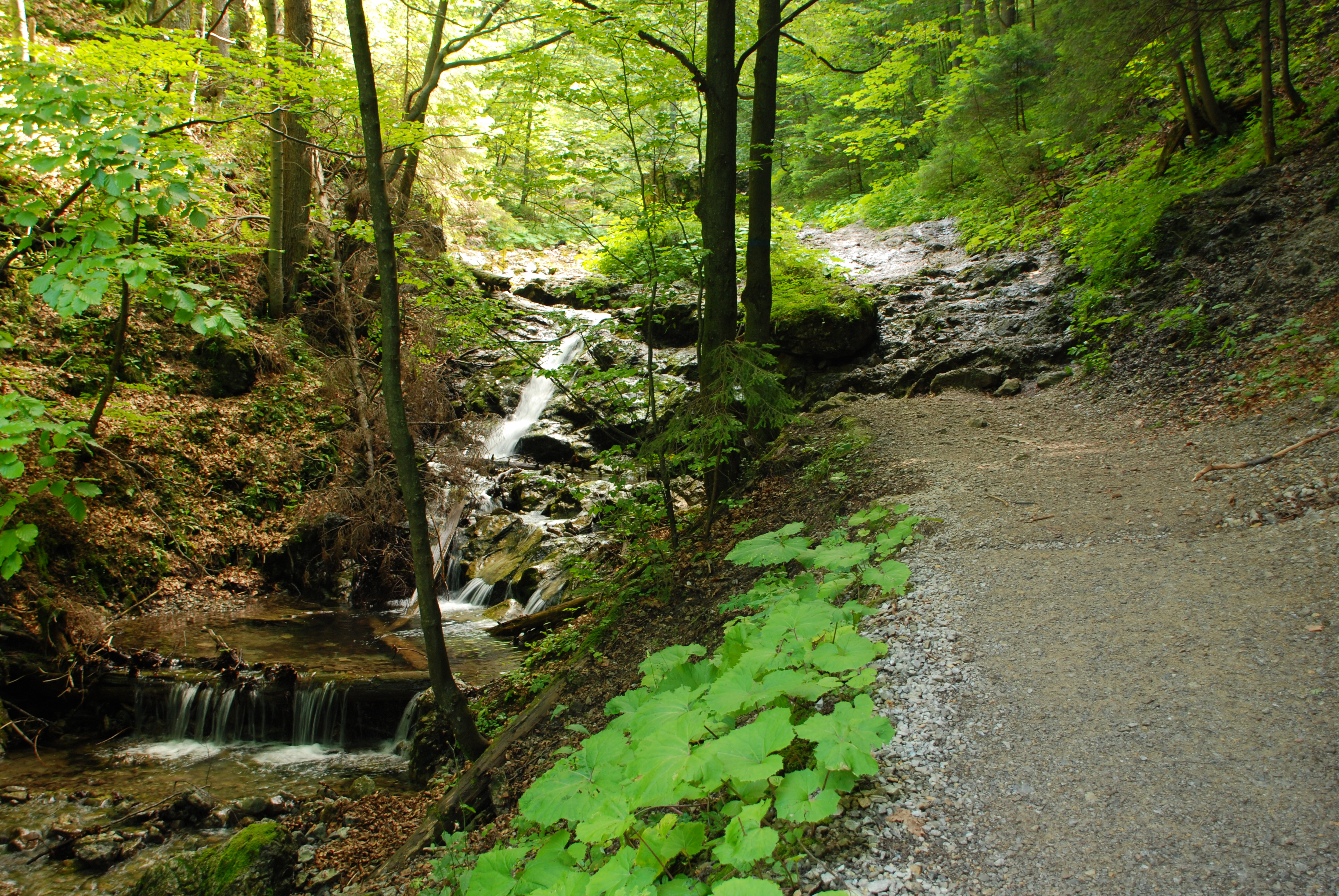
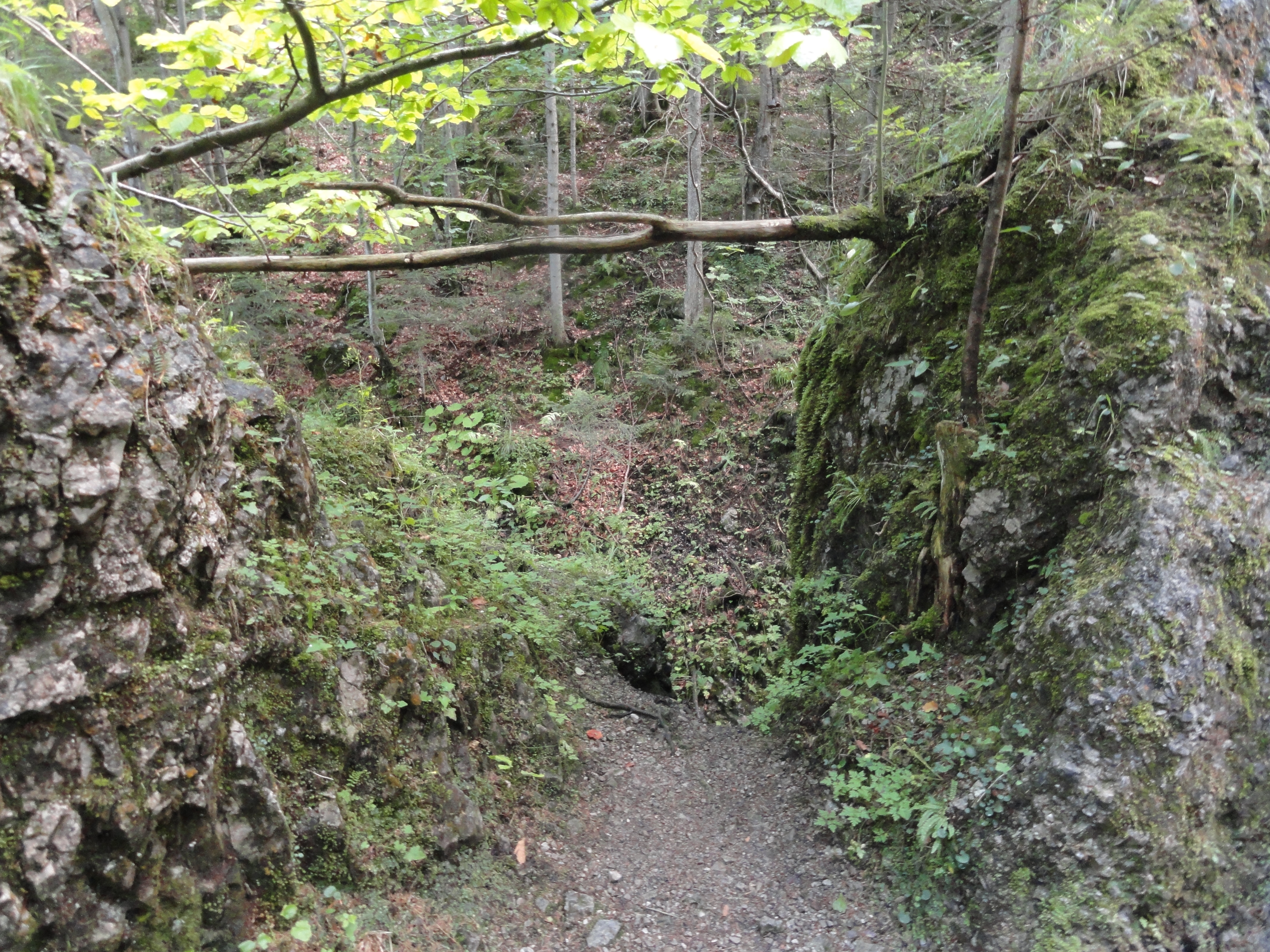